# Горные псы
«Горные псы» (иер. трад. 山狗, кант.-рус.: Сань кау, англ. Mountain Dogs) или «Звери» (англ. The Beasts) — гонконгский фильм ужасов 1980 года, являющийся второй режиссёрской работой Денниса Ю. По сюжету брат и сестра отправляются вместе с друзьями в поход, в результате чего сестру насилуют, а брата убивают, и их отец решает взять закон в свои руки.

## Сюжет
Гора Собачий Клык располагается вдали от города. Неподалёку от горы есть несколько фанз, большая часть которых заброшена. Горстка из пяти парней, совершающих преступления против местных и приезжих, обосновывается в горах, чтобы уклониться от полиции.
Лин, её старший брат Ва и их друзья отправляются в поход на гору Собачий Клык. Лин молода и красива, и банда пяти хочет заполучить её. Им удаётся изнасиловать девушку, когда та остаётся одна в джунглях. Её старший брат в ярости и жаждет отомстить. Тем не менее, преследуя виновных, попадает в ловушку для животных, где в конечном итоге погибает от рук пятерых.
На место прибывает полиция, чтобы расследовать преступления, и арестовывает «горных псов». Однако Лин, находящаяся на лечении в психбольнице, не может давать показания. Отец Лин, Чань Син, видит, что закон не может помочь наказать виновных и в одиночку отправляется на гору Собачий Клык. Используя приманки и ловушки, приезжий последовательно расправляется с преступниками. Син осознаёт, что не сможет избежать наказания, и поэтому сдаётся.

## В ролях
| Актёр/актриса | Персонаж                                                          |
| Чэнь Син      | Чань Син, отец Лин и Ва                                           |
| Эдди          | Ва                                                                |
| Патриция Чон  | Лин                                                               |
| Вон Чхин      | лидер пяти «горных псов» Голландец                                |
| Кент Чен      | двоюродный брат Голландца и один из пяти «горных псов» Пин Латмоу |
| Пол Чун       | близкий друг Ва Луис                                              |
| Вон Сиулин    | девушка Кена Полин                                                |
| Коу Чёньмань  | близкий друг Ва Кен                                               |
| Куон Чофай    | один из пяти «горных псов» Коу                                    |
| Куок Маньпо   | один из пяти «горных псов» Фу                                     |
| Кам Мин       | один из пяти «горных псов» Змей                                   |
| Эрик Ён       | инспектор полиции Чю                                              |
| Че Хун        | деревенский староста                                              |
| Сэк Чунъюк    | слепой Пин                                                        |
| Фок Китчин    | шлюха в компании с Фу                                             |
| Уоллас Чён    |                                                                   |

## Прокат и сборы
Премьера в кинопрокате Гонконга, где картине была присвоена категория II (не подходит для детей) по системе рейтинга кинопродукции, состоялась 29 ноября 1980 года. Показы на больших экранах закончились 9 декабря, по итогам которых фильму удалось собрать 2 288 841 HK$ — «Горные псы» по величине «кассы» среди фильмов 1980 года расположились между кинолентами «Де-сянь» и «Опасность первого типа».

## Восприятие
Джон Чарльз (The Hong Kong Filmography, 1977—1997): 
Хорошо снятые и обладающие ощутимо зловещей и извращённой атмосферой, «Звери» — мрачная и волнующая работа. Тем не менее, поскольку сюжетная линия неуклонно придерживается условностей «око за око / месть за изнасилование», она в конечном итоге мало что добавляет к жанру. Актёрская игра сносная, но персонажи примитивны, и только большой лысый тормоз Кент Чена (который дружит со злодеями, но фактически не участвует в совершении их преступлений) является чем-то из ряда вон выходящим. В дополнение к отвратительной человеческой развращённости присутствует несколько случаев жестокого обращения с животными, в том числе со змеями и цыплятами, что может быть перебором для некоторых зрителей.

Джеймс Мадж (easternkicks.com): 
Принимая во внимание все обстоятельства, «Звери» — несомненно подходящее название, и фильму удаётся изобразить человеческие создания в самом худшем виде. Всё более гнусное и отвратительное, благодаря мастерству Ю за камерой, должно понравиться любителям эксплуатационного кино и грайндхауса, но даже они могут захотеть принять душ после такого извращённого и совершенно нездорового просмотра.